# Medetera africana
Medetera africana är en tvåvingeart som beskrevs av Grichanov 2000. Medetera africana ingår i släktet Medetera och familjen styltflugor. Inga underarter finns listade i Catalogue of Life.